# Hydnophytum andamanense
Hydnophytum andamanense är en måreväxtart som beskrevs av Odoardo Beccari. Hydnophytum andamanense ingår i släktet Hydnophytum och familjen måreväxter.
Artens utbredningsområde är Andamanerna. Inga underarter finns listade i Catalogue of Life.